# 伍靜國
伍靜國，SBS，MBE，QPM，CPM，JP（1945年1月1日—），曾任香港懲教署署長，前香港警務人員。

## 背景
伍靜國早年就讀九龍官立小學（1957年小六上午校，曾獲升中優異獎），小六畢業後升讀皇仁書院（1962年中五，同屆同學有前香港考試及評核局副主席譚萬鈞、前嶺南大學校長陳坤耀、前香港考試及評核局秘書長蔡熾昌和作家岑逸飛），其後轉至新法書院（九龍分校）重讀中五（1963年畢業），繼而於同一所學校升讀預科，1964年完成中七（香港大學預科班）學業。他曾先後在1962年和1963年兩度參與英文中學會考。
1966年10月，伍加入警務處，任職見習警務督察。在警隊服務期間，他曾負責社區關係、員工關係、訓練、行動及行政等各方面的工作。在1973年，警務處開展警民關係主任計劃，他於1974年獲委任爲首位黃大仙警民關係主任。 伍在1987年出任警察訓練學校校長，至1990年轉任港島總區副指揮官，職級為總警司。在1993年6月，他獲晉升為警務處助理處長，負責考察及服務質素監察工作，並在1994年執掌新成立的服務質素監察部。1995年，伍出任港島總區指揮官，至1996年晉升爲高級助理處長，執掌行動處。在1999年，他空降懲教署擔任署長，任内開設了香港懲教博物館。在2003年1月1日退休後，他曾擔任警察中國武術創會名譽會長。退休前從1999年開始獲委任為太平紳士。

## 個人榮譽
- 香港十大傑出青年（1975年）[19]
- 大英帝國勳章（MBE）（1978年）[20]
- 殖民地警察勞績獎章（CPM）（1986年）[21]
- 女皇警察獎章（QPM）（1994年）[1]
- 官守太平紳士（1999年7月1日－2003年1月1日）
- 銀紫荊星章（2002年）[22]